# Amsterdamsche Vereeniging tot het bouwen van Arbeiderswoningen
De Amsterdamsche Vereeniging tot het bouwen van Arbeiderswoningen (AVA) was een woningbouwvereniging die in 1875 werd opgericht in Amsterdam na maatschappelijke en politieke druk op het gemeentebestuur van Amsterdam om zich meer in te spannen voor de bouw van betaalbare arbeiderswoningen.

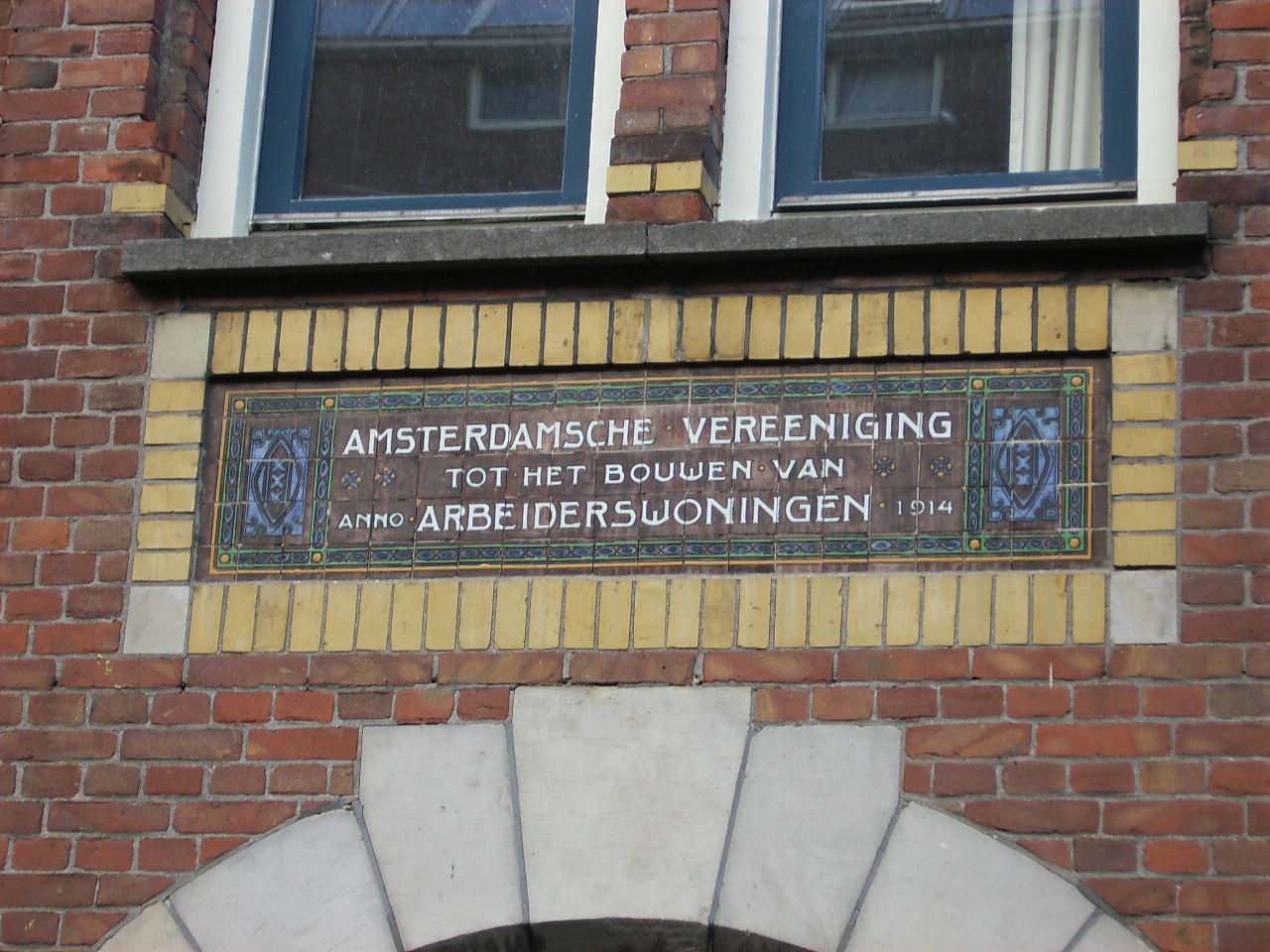
Barentszstraat Amsterdam, tegeltableau op complex arbeiderswoningen

In feite was het gemeentelijke woningbouw, want de gemeente schoot het kapitaal voor, leverde de grond, het ontwerp en ondersteunde de planning en de bouw van de woningen. Onder de vlag van dit genootschap werden in de 19e eeuw uiteindelijk 774 woningen gebouwd: aan de Marnixstraat aan de rand van de volkswijk Jordaan, de Blankenstraat en de Krayenhoffstraat in de Czaar Peterbuurt en in de Zeeheldenbuurt. In de 20e eeuw werden daar in deze laatste buurt nog 238 woningen aan toegevoegd.

## Aanleiding

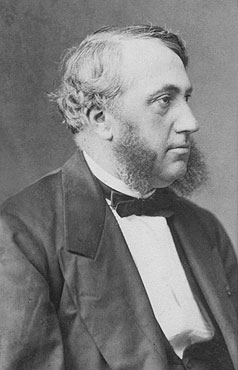
Jhr. mr. C.J.A. den Tex, burgemeester ten tijde van de oprichting.

De abominabele en ongezonde huisvesting van arbeiders werd in 1872 onderzocht door de Amsterdamse Gezondheidscommissie. Zij constateerde dat 3650 bewoonde kelders, bijna driekwart van het totaal, in feite onbewoonbaar was en aanzienlijke gevaren opleverde voor de volksgezondheid.
Burgemeester Den Tex schetste welke keuzes er nu voorlagen: niets doen was geen optie; onbewoonbaarverklaring zou te radicaal zijn en te ontwrichtend werken, ook als er tegelijkertijd goede en gezonde woningen teruggebouwd zouden worden. Dit kon geen genade vinden in liberale ogen. Particulier bezit werd onschendbaar geacht, terwijl de bouw van gemeentewoningen voor arbeiders riekte naar het 'gevaarlijke' socialisme.
De oprichting van deze vereniging die woningen zou bouwen, beheren en verhuren die waren ontworpen door de gemeentearchitect, op gemeentegrond en met door de gemeente geleend kapitaal was daarom een politiek compromis. De liberale stroming in de Amsterdamse gemeenteraad die de rol van de overheid in de samenleving zo klein mogelijk wilde houden, stond tegenover een groeiende progressieve stroming die vond dat de overheid een rol had bij de aanpak van de slechte leefomstandigheden van de snel uitbreidende arbeidersbevolking in de hoofdstad.

## Oprichting
166 kapitaalkrachtige notabelen droegen bij aan de vorming van een waarborgfonds voor deze vereniging. De ingelegde bedragen varieerden van fl. 1.000,- tot 11.000,-, waarbij 2,5% rente in het vooruitzicht werd gesteld.

## Bouwen
Met dit kapitaal kon de vereniging aan de slag met de bouw van een aanzienlijk aantal woningen aan de Marnixstraat, volgens het kazernemodel ontworpen door de gemeente-architect Bastiaan de Greef. Aan de oostzijde van de straat bouwde de vereniging in de periode 1876-1878 een blok met 144 rug-aan-rugwoningen met 1 kamer. Aan de westzijde van de straat werden twee woonblokken gebouwd met tezamen 136 tweekamerwoningen.
Gelijktijdig kwamen op het Funen, in de noordoostelijke uithoek van de stad, 176 woningen gereed die qua plattegrond verwant zijn aan de Marnixstraatblokken.

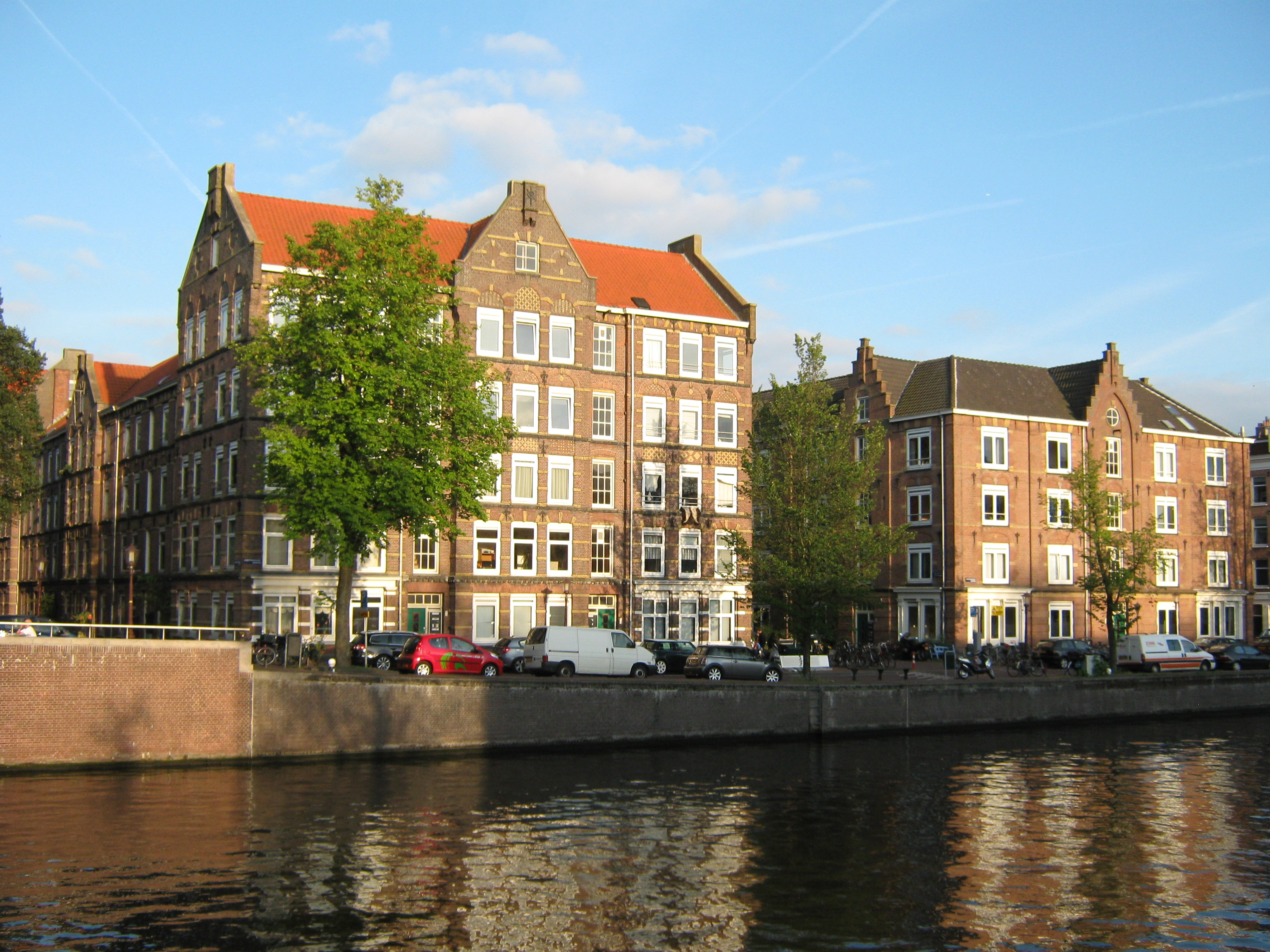
Bouwblokken aan weerszijden van de Dirk Hartoghstraat in de Zeeheldenbuurt

Ten slotte vond tussen 1879 en 1883 een forse uitbreiding plaats in de Zeeheldenbuurt, waar aan weerszijden van de Dirk Hartoghstraat twee voor die tijd formidabele woonblokken werden gebouwd. Volgens het beproefde stramien verrees aan de zuidkant van de Dirk Hartoghstraat een gesloten bouwblok met 156 voornamelijk tweekamerwoningen. Het blok aan de noordzijde van de Dirk Hartoghstraat was ongeveer even groot, maar was in opstand en plattegrond afwijkend aan het blok aan de overkant van de straat.
In 1890 stonden in beide blokken nog ongeveer 60 woningen leeg. Dat werd vooral geweten aan de opheffing van de fabriek 'de Atlas' op het Realeneiland. Opnieuw was het niet gelukt de armsten uit de arbeidersklasse betere huisvesting te bieden, terwijl deze blokken juist gebouwd waren om een einde te maken aan hun schrijnende woonsituatie. De huren, die lagen tussen fl. 1,75 en fl. 3,10, waren voor deze groep onbetaalbaar. Van huurverlaging kon geen sprake zijn: een voorstel daartoe werd als ‘socialistisch’ van de hand gewezen. Bovendien hield grondspeculatie de bouw van nieuwe arbeiderswoningen tegen en werd het slopen van krotten en sanering van sloppenwijken belemmerd door eindeloze procedures. Hierdoor stokte de bouw van arbeiderswoningen door deze vereniging.
Pas in de jaren 30 van de twintigste eeuw werden weer flinke aantallen woningen gebouwd, door de samenwerking met de gemeente bij de ontwikkeling van Landlust in Amsterdam-West.

## Bezit
| Adres                                                                                           | Type                                | Bouwjaar  | Opmerking                            |
| ----------------------------------------------------------------------------------------------- | ----------------------------------- | --------- | ------------------------------------ |
| Marnixstraat 215-231/ Westerkade 1-9                                                            | 1-kamerwoningen, rug-aan-rug        | 1876-1878 | Blok A                               |
| Marnixstraat 106-122                                                                            | 2-kamerwoningen                     | 1876-1878 | Blok B                               |
| Marnixstraat 124-138                                                                            | 2-kamerwoningen                     | 1876-1878 | Blok C                               |
| Blankenstraat 2-12                                                                              | 48 2-kamerwoningen                  | 1878-1879 | Blok D                               |
| Kraijenhoffstraat 1-11                                                                          | 48 2-kamerwoningen                  | 1878-1879 | Blok E                               |
| Blankenstraat 32-40                                                                             | 40 2-kamerwoningen                  | 1881      | Blok F                               |
| Kraijenhoffstraat 31-39                                                                         | 40 2-kamerwoningen                  | 1881      | Blok G                               |
| Houtmankade 29/ Van Heemskerckstraat 16-32/ Van Linschotenstraat 10-14/ Dirk Hartoghstraat 1-17 | 156 2-kamerwoningen                 | 1879-1881 | Blok H                               |
| Houtmankade 23-27/ Roggeveenstraat 33-45/ Van Linschotenstraat 2-8/ Dirk Hartoghstraat 2-14     | 162 woningen                        | 1883      | Blok I                               |
| Barentszstraat 40-120/ Van Linschotenstraat 1-31/ Roggeveenstraat 1-97/ Van Neckstraat 10-32    | zie blok L                          | 1914-1916 | Blok K; ontworpen 1913 door gemeente |
| Barentszplein 16-64/ Barentszstraat 2-28/ Van Diemenstraat 1-39/ Van Neckstraat 1-65            | samen met blok K circa 238 woningen | 1914-1916 | Blok L; ontworpen 1913 door gemeente |

## Gemeentelijke monumenten
De blokken A, B, C, D, E, F en G zijn aangewezen als gemeentelijk monument en zijn daarom beschermd.

## Overdracht
Toen de Woningwet in 1902 in werking trad, voldeed de vereniging niet aan de vereisten om als woningbouwvereniging toegelaten en gesubsidieerd te worden. Daarom richtte het bestuur in 1933 de Woningstichting Labor op. Deze stichting kon wel aanspraak maken op overheidsgeld. Met deze subsidie kon Labor in 1936 nieuwe woningen bouwen in de Anna van Burenstraat, de Charlotte de Bourbonstraat, de Karel Doormanstraat en de Willem de Zwijgerlaan in de nieuwe wijk Landlust. In 1975 werd Labor de nieuwe eigenaar van alle vastgoed van de Amsterdamsche Vereeniging tot het bouwen van Arbeiderswoningen, toen de stichting alle woningen van de moedermaatschappij renoveerde. De lege vereniging werd pas geliquideerd op 31 december 1987. Woningstichting Labor en woningstichting Eigen Haard in Amsterdam fuseerden in 1992.
Thans is het resterende vastgoedbezit van de Amsterdamsche Vereeniging tot het bouwen van Arbeiderswoningen daarom in eigendom en beheer bij woningcorporatie Eigen Haard. Sommige woningen zijn in de laatste decennia verkocht en zijn nu particulier woningbezit.